# Ohaem II
Ohaem II is een bestuurslaag in het regentschap Kupang van de provincie Oost-Nusa Tenggara, Indonesië. Ohaem II telt 752 inwoners (volkstelling 2010).